# 사카테카스멧밭쥐
사카테카스멧밭쥐(Reithrodontomys zacatecae)는 비단털쥐과에 속하는 설치류의 일종이다. 멕시코에서만 발견된다.